# توبياس كوخ (لاعب كرة قدم)

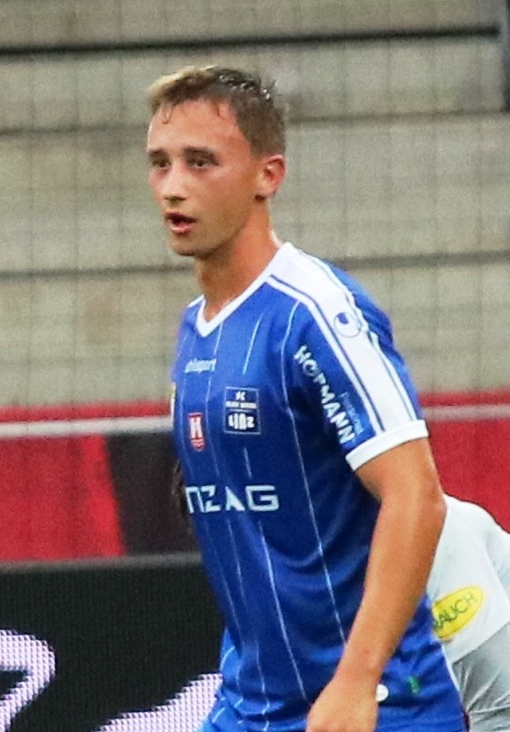
الدوري النمساوي الدرجة الثامنة

توبياس كوش (بالألمانية: Tobias Koch) هو لاعب كرة قدم نمساوي، ولد في 6 أبريل 2001 في النمسا. لعب مع شتورم غراتس.

## وصلات خارجية
- توبياس كوش على موقع قاعدة بيانات كرة القدم.إي يو (الإنجليزية)
- توبياس كوش على موقع Soccerway.com (الإنجليزية)
- توبياس كوش على موقع عالم كرة القدم.نت (الإنجليزية)